# Ibrahima Kassory Fofana

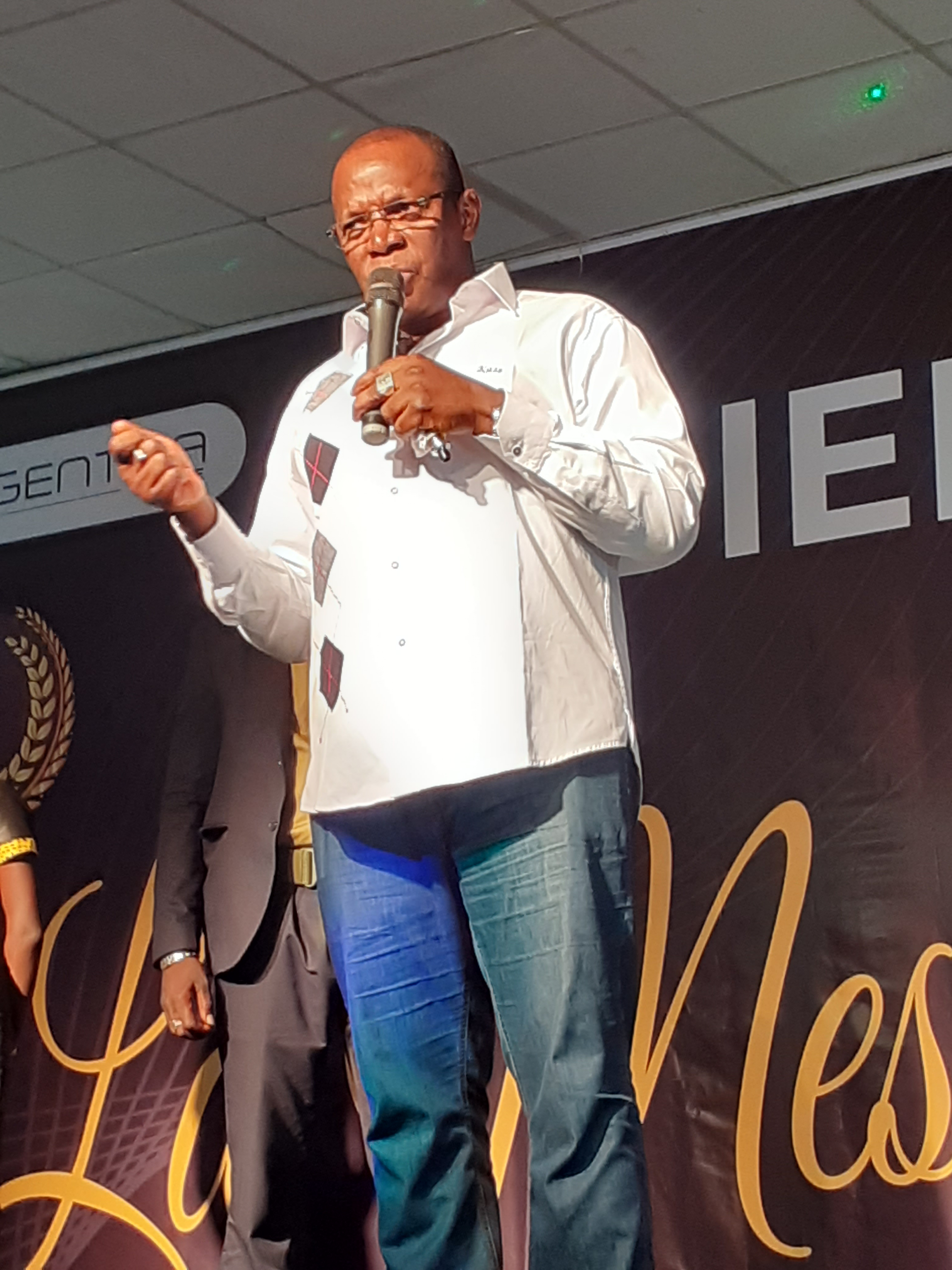
Ibrahima Kassory Fofana

Ibrahima Kassory Fofana (* 1954) ist ein guineischer Politiker; ab 2018 Premierminister von Guinea.

## Leben
Als  Beamter war er im Ministerium für Zusammenarbeit tätig. 1990 wurde er Direktor des Ministeriums für öffentliche Investitionen. Von 1997 bis 2000 war er Finanzminister von Guinea unter Staatspräsident Lansana Conté. 2010 trat er als  einer der Kandidaten bei der Präsidentenwahl in Guinea an, die er gegen Alpha Condé verlor.
Als Nachfolger von Mamady Youla ist Fofana seit 24. Mai 2018 Premierminister von Guinea. Er wurde fünf Tage nach dem Rücktritt  Youlas von Staatspräsident Alpha Condé ernannt.